# Percy (bande originale)
Albums de The Kinks
Lola versus Powerman and the Moneygoround, Part One
(1970) Muswell Hillbillies
(1971)
Percy est la bande originale de la comédie britannique Mon petit oiseau s'appelle Percy, il va très bien merci (en) (Percy) (1971) réalisée par Ralph Thomas jouée par le groupe anglais The Kinks.

## Titres
Toutes les morceaux ont été écrits par Ray Davies.
1. God's Children – 3:16
2. Lola (Instrumental)  – 4:46
3. The Way Love Used to Be – 2:15
4. Completely (Instrumental) – 3:41
5. Running Round Town (Instrumental) – 1:06
6. Moments – 2:57
7. Animals In The Zoo – 2:22
8. Just Friends – 2:38
9. Whip Lady (Instrumental) – 1:20
10. Dreams – 3:45
11. Helga (Instrumental) – 1:57
12. Willesden Green – 2:27
13. God's Children - End (Instrumental) – 0:29

Titres supplémentaires de l'édition en CD
1. Dreams (film version mono)
2. Moments (film version mono)
3. The Way Love Used To Be (film version one mono)
4. The Way Love Used To Be (film version two mono)
5. The Way Love Used To Be (film version three mono)

## The Kinks
- Ray Davies - chant, guitare
- Dave Davies - guitare, chant
- John Dalton - basse
- John Gosling - claviers
- Mick Avory - batterie